# Newton Booth
Newton Booth (Salem, 1825. december 30. – Sacramento, 1892. július 14.) az Amerikai Egyesült Államok szenátora (Kalifornia, 1875–1881).